# سیارک ۱۳۸۴۱
سیارک ۱۳۸۴۱ (به انگلیسی: 13841 Blankenship، نامگذاری:1999XO32) سیزده هزار و هشتصد و چهل و یکمین سیارک کشف شده‌است که در ۶ دسامبر ۱۹۹۹ کشف شد.
قدر مطلق سیارک برابر ۱۹.۵ است.